# Государственный совет Кубы
Госуда́рственный сове́т Ку́бы (исп. Consejo de Estado de Cuba) — согласно Конституции 1976 года орган, формируемый Национальной ассамблеей народной власти и выполняющий законодательные функции в периоды между сессиями Ассамблеи. Решения принимаются по принципу простого большинства.
Совет состоит из председателя, первого вице-председателя, пяти вице-председателей, секретаря и 27 рядовых членов. Председатель, вице-председатели и секретарь также являются членами Совета министров.

## Конституционные полномочия Государственного совета
Статья 90 Конституции устанавливает полномочия Государственного совета:
- Обеспечить проведение специальных сессий Национальной ассамблеи народной власти
- Установить дату выборов для периодического обновления Национальной ассамблеи народной власти

#### Законодательные полномочия
- Выпуск декретов-законов
- Осуществление законодательной инициативы
- Ратифицирует и денонсирует международные договоры
- Утверждает свои правила

#### Надзорные полномочия конституционности и законности
- Даёт к существующим законам, в случае необходимости, общее толкование и обязательное
- О приостановлении действия постановлений Совета Министров и соглашений и положений местной ассамблеи народной власти, которые не соответствуют Конституции или закону, или когда они затрагивают интересы других населенных пунктов или всей страны

#### Полномочия по назначению и награды
- Назначает и увольняет, по предложению Председателя, дипломатических представителей Кубы в других государствах
- Отказывает в признании дипломатических представителей других государств
- Назначает комитеты

#### Школы в исключительных состояниях
- Указ о всеобщей мобилизации для защиты страны в случае необходимости взять на себя полномочия в объявлении войны в случае агрессии

#### Другие полномочия
- Другие полномочия, предусмотренные Конституцией и законами или предоставленные им Национальным собранием народной власти

## Состав
I созыв (1976—1981)
- Председатель: Фидель Кастро
- Вице-Председатель: Рауль Кастро
- Вице-председатели: Хуан Альмейда Боске, Рамиро Вальдес Менендес, Гильермо Гарсия Фриас, Блас Рока Кальдерио, Карлос Родригес
- Секретарь: Селия Санчес, Хосе М. Miyar Barrueco (1980)

II созыв (1981—1986)
- Председатель: Фидель Кастро
- Вице-Председатель: Рауль Кастро
- Вице-председатели: Хуан Альмейда Боске, Рамиро Вальдес Менендес, Гильермо Гарсия Фриас, Блас Рока Кальдерио, Карлос Родригес
- Секретарь: Хосе М., Miyar Barrueco

III созыв (1986—1993)
- Председатель: Фидель Кастро
- Вице-Председатель: Рауль Кастро
- Вице-председатели: Хуан Альмейда Боске, Османи Горриаран, Педро Приетто, Хосе Рамон Вентура Карлос Родригес
- Секретарь: Хосе М., Miyar Barrueco

IV созыв (1993—1998)
- Председатель: Фидель Кастро
- Вице-Председатель: Рауль Кастро
- Вице-председатели: Хуан Альмейда Боске, Карлос Лахе Давила, Эстебан Лазо, Хосе Рамон Вентура, Абелардо Коломе Ибарра
- Секретарь: Хосе М., Miyar Barrueco

V созыв (1998—2003)
- Председатель: Фидель Кастро
- Вице-Председатель: Рауль Кастро
- Вице-председатели: Хуан Альмейда Боске, Карлос Лахе Давила, Эстебан Лазо, Хосе Рамон Вентура, Абелардо Коломе Ибарра
- Секретарь: Хосе М., Miyar Barrueco

VI созыв (2003—2008)
- Председатель: Фидель Кастро, Рауль Кастро (и. о. 2006)
- Вице-Председатель: Рауль Кастро
- Вице-председатели: Хуан Альмейда Боске, Карлос Лахе Давила, Эстебан Лазо, Хосе Рамон Вентура, Абелардо Коломе Ибарра
- Секретарь: Хосе М., Miyar Barrueco

VII созыв (2008—2013)
- Председатель: Рауль Кастро
- Вице-Председатель: Хосе Рамон Мачадо Вентура
- Вице-председатели: Хуан Альмейда Боске (Глэдис Мария Bejerano Портелы (2009), Рамиро Вальдес Менендес, Эстебан Лазо, Абелардо Колом Ибарра
- Секретарь: Хосе М., Miyar Barrueco, Акоста Альварес (2009)

VIII созыв (2013—2018)
- Председатель: Рауль Кастро
- Вице-Председатель:
- Вице-председатели:
- Секретарь:

IX созыв (с 2018)
- Председатель: Мигель Диас-Канель
- Вице-Председатель: Сальвадор Вальдес Меса
- Вице-председатели:
- Секретарь: Хосе М.